# Cassa di Risparmio di Verona, Vicenza, Belluno e Ancona
La Cassa di Risparmio di Verona, Vicenza, Belluno e Ancona era un istituto bancario con sede a Verona, che ha cessato di esistere nel 1998 per incorporazione nel gruppo bancario UniCredit.

## Storia
L'attuale Cariverona trae origine dalla Cassa Civica di Risparmio di Verona nata nel maggio 1825, con provvedimento del Podestà della città con funzioni di ausilio del locale Monte di Pietà fondato nel 1490.
La Civica Cassa di Risparmio di Verona fu ispirata da analoghe iniziative incoraggiate nell'epoca dal Governo austriaco. È infatti del 1819 la prima Cassa di Risparmio austriaca (Die erste Sparkasse Wien) e coeve sono altre consorelle del Lombardo Veneto (Cassa di Risparmio delle Provincie Lombarde, 1823; Cassa di Risparmio di Padova, 1822; Cassa di Risparmio di Venezia, 1822; Cassa di Risparmio di Vicenza, 1822; Cassa di Risparmio della Marca Trivigiana, 1822).
Nei territori settentrionali della penisola le Casse sorsero con la connotazione di vere e proprie fondazioni, a differenza di quanto ad esempio avvenne negli Stati pontifici ove le Casse sorsero pure numerosissime, ma su base associativa.
Solo nel 1864 la Civica Cassa di Risparmio di Verona assunse una propria amministrazione autonoma dal Monte di Pietà e dal 1892, in applicazione della legge n.5544/1888, essa inizia un cammino d'impresa del tutto indipendente.
Nel 1900 la Cassa di Risparmio di Verona ha ancora un'unica sede, a Verona. Nel 1902 s'avvia la sua espansione territoriale nel Veneto. Si aprono in detto anno le dipendenze di Vicenza, Belluno, Feltre e Bassano del Grappa. Nel 1912 si aggiunse anche Mantova. Nel 1926 ha già raggiunto le 73 filiali sparse su sei province, comprese Treviso e Rovigo.
Sull'iter di aggregazione interprovinciale influì il decreto legge 10.2.1927 che dettava norme sul riordino delle Casse di Risparmio. Esso contribuì a ridurre da 204 a 105 tali istituzioni, spesso coesistenti sulla stessa piazza.
In base alla nuova normativa la Cassa di Risparmio di Verona assorbì la Banca del Monte di Feltre e la consorella di Cologna Veneta.
Da autonome decisioni derivarono invece nel 1927 le fusioni della Cassa di Risparmio di Legnago e della Cassa di Risparmio di Vicenza, che portò alla nuova denominazione sociale di Cassa di Risparmio di Verona e Vicenza, istituto interprovinciale. Nell'anno successivo si aggiunse anche la Cassa di Risparmio di Bassano del Grappa. L'inserimento di Belluno nella ragione sociale si ha con lo statuto approvato nel 1939.
È infine del 1989 l'incorporazione della Cassa di Risparmio di Ancona con l'allargamento della ragione sociale.
Con la l. 30.7.1990 n. 218 e il d.lg. 20.11.1990 n. 356, che consentivano alle banche con forme organizzative pubbliche di scorporare l'azienda bancaria e di conferirla a società per azioni costituite unilateralmente, sono stati definiti due soggetti indipendenti: la
Cariverona Banca spa, una società per azioni il cui scopo è l'esercizio del credito e la
Fondazione Cassa di Risparmio di Verona Vicenza Belluno e Ancona, un ente che persegue esclusivamente scopi di utilità sociale.
Dal 1993 al 1999 la Fondazione ha trovato sede nell'originario fabbricato del Monte, in Piazzetta Monte 1.
Nel 1992 Cariverona acquisisce la Banca Cuneese Lamberti Meinardi & C., acquisisce la maggioranza della Banca del Monte di Rovigo e apre una filiale a Londra. Nel 1994 la Fondazione Cassa di Risparmio di Verona insieme alla Fondazione Cassamarca di Treviso costituiscono Unicredito spa, una holding capogruppo (Gruppo Unicredito), cui conferivano le rispettive società aziende bancarie. Con l'integrazione nel 1998 del Gruppo Unicredito (formato da Cariverona, Cassa di Risparmio di Torino e Cassamarca) e il gruppo Credito Italiano (formato da Credito Italiano e Rolo Banca 1473, nata nel 1996 dalla fusione tra il Credito Romagnolo, la Cassa di Risparmio di Modena e la Banca del Monte di Bologna e Ravenna), il 100% di Cariverona Banca è stato trasferita al Credito Italiano (poi rinominato UniCredito) che l'ha incorporata nel 2002.

## La Fondazione
La Fondazione Cassa di Risparmio di Verona, Vicenza, Belluno e Ancona, più brevemente Fondazione Cariverona, creata nel 1991, prosegue tuttora la propria attività quale persona giuridica privata senza fini di lucro e persegue esclusivamente scopi di utilità sociale. Dal 1999 ha sede presso il Palazzo Pellegrini, in via Achille Forti 3/a, a Verona.
Dal 22 giugno 2000, data di approvazione dello statuto, la Fondazione Cariverona è persona giuridica priva di lucro.
Essa detiene un patrimonio che inizialmente era dato dalla totalità delle azioni di Cariverona spa, poi cambiate in azioni Unicredito Italiano. Con le rendite di tale cospicuo patrimonio detratte le spese di funzionamento, che sono contenute nei limiti di una sana e prudente gestione, la Fondazione realizza le sue finalità di valore sociale, operando sulla base della legge e del proprio statuto.
L'attività erogativa della Fondazione, esercitata entro programmi autonomamente definiti, è rivolta ad organismi non profit attivi nei settori della ricerca scientifica, dell'istruzione, dell'arte, della conservazione e valorizzazione dei beni culturali e ambientali, della sanità e dell'assistenza alle categorie sociali deboli. La Fondazione indirizza, in via prevalente, la propria attività all'ambito territoriale costituito dalle province di Verona, Vicenza, Belluno, Ancona e Mantova, ma può operare sull'intero territorio nazionale ed anche all'estero.